# Wahlkreis Scafati (Camera dei deputati)
Der Wahlkreis Scafati war von 1993 bis 2005 und ist seit 2017 wieder ein Wahlkreis (italienisch collegio elettorale) für die Wahl der Abgeordnetenkammer.

## Von 1993 bis 2005

### Wahlkreisgebiet
Der Wahlkreis umfasste 5 Gemeinden (Angri, Corbara, Pagani, Sant’Egidio del Monte Albino und Scafati).

### Wahlergebnisse

#### Parlamentswahl 1994

##### Direktstimmen
| Kandidaten               | Kandidaten          | Parteien             | Stimmen | %    |
| ------------------------ | ------------------- | -------------------- | ------- | ---- |
|                          | Isaia Salesgewählt  | Progressisti         | 27.518  | 39,1 |
|                          | Luigi Nocera        | FI – CCD – UdC – PLD | 17.224  | 24,5 |
|                          | Francesco Ianniello | Alleanza Nazionale   | 13.890  | 19,7 |
|                          | Carlo Chirico       | Patto per l’Italia   | 11.790  | 16,7 |
| Gesamt                   | Gesamt              | Gesamt               | 70.422  | 100  |
|                          |                     |                      |         |      |
| Ungültige Stimmen        | Ungültige Stimmen   | Ungültige Stimmen    | 5.431   | 7,2  |
| Wähler                   | Wähler              | Wähler               | 75.853  | 86,1 |
| Wahlberechtigte          | Wahlberechtigte     | Wahlberechtigte      | 88.062  |      |
|                          |                     |                      |         |      |
| Quelle: Innenministerium |                     |                      |         |      |

##### Listenstimmen
| Parteien                             | Parteien                        | Parteien                           | Stimmen | %    |
| ------------------------------------ | ------------------------------- | ---------------------------------- | ------- | ---- |
|                                      | Progressisti                    | Partito Democratico della Sinistra | 10.698  | 15,6 |
| Partito della Rifondazione Comunista | Progressisti                    | 4.584                              | 6,7     |      |
| Partito Socialista Italiano          | Progressisti                    | 3.291                              | 4,8     |      |
| Federazione dei Verdi                | Progressisti                    | 2.717                              | 4,0     |      |
| Alleanza Democratica                 | Progressisti                    | 642                                | 0,9     |      |
| ↳ Gesamt                             | Progressisti                    | 21.932                             | 32,0    |      |
|                                      | Forza Italia                    | Forza Italia                       | 17.357  | 25,3 |
|                                      | Alleanza Nazionale              | Alleanza Nazionale                 | 13.035  | 19,0 |
|                                      | Patto per l’Italia              | Partito Popolare Italiano          | 6.447   | 9,4  |
| Patto Segni                          | Patto per l’Italia              | 4.412                              | 6,4     |      |
| ↳ Gesamt                             | Patto per l’Italia              | 10.859                             | 15,8    |      |
|                                      | Lista Marco Pannella            | Lista Marco Pannella               | 2.793   | 4,1  |
|                                      | Unità Popolare                  | Unità Popolare                     | 871     | 1,3  |
|                                      | Socialdemocrazia per le Libertà | Socialdemocrazia per le Libertà    | 615     | 0,9  |
|                                      | Unione Democratica Italiana     | Unione Democratica Italiana        | 492     | 0,7  |
|                                      | Alleanza Meridionale            | Alleanza Meridionale               | 404     | 0,6  |
|                                      | Riformisti Irpini               | Riformisti Irpini                  | 183     | 0,3  |
| Gesamt                               | Gesamt                          | Gesamt                             | 68.541  | 100  |
|                                      |                                 |                                    |         |      |
| Ungültige Stimmen                    | Ungültige Stimmen               | Ungültige Stimmen                  | 7.312   | 9,6  |
| Wähler                               | Wähler                          | Wähler                             | 75.853  | 86,1 |
| Wahlberechtigte                      | Wahlberechtigte                 | Wahlberechtigte                    | 88.062  |      |
|                                      |                                 |                                    |         |      |
| Quelle: Innenministerium             |                                 |                                    |         |      |

#### Parlamentswahl 1996

##### Direktstimmen
| Kandidaten               | Kandidaten          | Parteien            | Stimmen | %    |
| ------------------------ | ------------------- | ------------------- | ------- | ---- |
|                          | Luigi Noceragewählt | Polo per le Libertà | 30.930  | 44,8 |
|                          | Isaia Sales         | L’Ulivo             | 26.310  | 38,1 |
|                          | Vincenzo Gallo      | Patto per l’Agro    | 9.142   | 13,2 |
|                          | Luigi Giordano      | Fiamma Tricolore    | 2.710   | 3,9  |
| Gesamt                   | Gesamt              | Gesamt              | 69.092  | 100  |
|                          |                     |                     |         |      |
| Ungültige Stimmen        | Ungültige Stimmen   | Ungültige Stimmen   | 6.668   | 8,8  |
| Wähler                   | Wähler              | Wähler              | 75.760  | 82,8 |
| Wahlberechtigte          | Wahlberechtigte     | Wahlberechtigte     | 91.477  |      |
|                          |                     |                     |         |      |
| Quelle: Innenministerium |                     |                     |         |      |

##### Listenstimmen
| Parteien                                          | Parteien                             | Parteien                             | Stimmen | %    |
| ------------------------------------------------- | ------------------------------------ | ------------------------------------ | ------- | ---- |
|                                                   | Polo per le Libertà                  | Forza Italia                         | 17.951  | 26,1 |
| Alleanza Nazionale                                | Polo per le Libertà                  | 11.223                               | 16,3    |      |
| CCD – CDU                                         | Polo per le Libertà                  | 5.352                                | 7,8     |      |
| ↳ Gesamt                                          | Polo per le Libertà                  | 34.526                               | 50,2    |      |
|                                                   | L’Ulivo                              | Partito Democratico della Sinistra   | 13.237  | 19,3 |
| Rinnovamento Italiano                             | L’Ulivo                              | 5.283                                | 7,7     |      |
| Popolari per Prodi (PPI – SVP – PRI – UD – Prodi) | L’Ulivo                              | 4.356                                | 6,3     |      |
| Federazione dei Verdi                             | L’Ulivo                              | 1.323                                | 1,9     |      |
| ↳ Gesamt                                          | L’Ulivo                              | 24.199                               | 35,2    |      |
|                                                   | Partito della Rifondazione Comunista | Partito della Rifondazione Comunista | 4.203   | 6,1  |
|                                                   | Patto per l’Agro                     | Patto per l’Agro                     | 2.958   | 4,3  |
|                                                   | Lista Pannella – Sgarbi              | Lista Pannella – Sgarbi              | 1.161   | 1,7  |
|                                                   | Fiamma Tricolore                     | Fiamma Tricolore                     | 895     | 1,3  |
|                                                   | Partito Socialista                   | Partito Socialista                   | 642     | 0,9  |
|                                                   | Movimento Rinascita Italiana         | Movimento Rinascita Italiana         | 126     | 0,2  |
| Gesamt                                            | Gesamt                               | Gesamt                               | 68.710  | 100  |
|                                                   |                                      |                                      |         |      |
| Ungültige Stimmen                                 | Ungültige Stimmen                    | Ungültige Stimmen                    | 7.050   | 9,3  |
| Wähler                                            | Wähler                               | Wähler                               | 75.760  | 82,8 |
| Wahlberechtigte                                   | Wahlberechtigte                      | Wahlberechtigte                      | 91.477  |      |
|                                                   |                                      |                                      |         |      |
| Quelle: Innenministerium                          |                                      |                                      |         |      |

#### Parlamentswahl 2001

##### Direktstimmen
| Kandidaten               | Kandidaten            | Parteien               | Stimmen | %    |
| ------------------------ | --------------------- | ---------------------- | ------- | ---- |
|                          | Guido Milanesegewählt | Casa delle Libertà     | 35.931  | 48,0 |
|                          | Luigi Nocera          | L’Ulivo                | 26.747  | 35,7 |
|                          | Angelo Grillo         | Democrazia Europea     | 7.045   | 9,4  |
|                          | Giovanni Aliquò       | Lista Di Pietro        | 1.567   | 2,1  |
|                          | Mariano Falcone       | Fiamma Tricolore       | 1.539   | 2,1  |
|                          | Francesco Belcore     | Lista Emma Bonino      | 1.129   | 1,5  |
|                          | Federico Carrieri     | Socialisti Autonomisti | 909     | 1,2  |
| Gesamt                   | Gesamt                | Gesamt                 | 74.867  | 100  |
|                          |                       |                        |         |      |
| Ungültige Stimmen        | Ungültige Stimmen     | Ungültige Stimmen      | 5.425   | 6,8  |
| Wähler                   | Wähler                | Wähler                 | 80.292  | 83,1 |
| Wahlberechtigte          | Wahlberechtigte       | Wahlberechtigte        | 96.655  |      |
|                          |                       |                        |         |      |
| Quelle: Innenministerium |                       |                        |         |      |

##### Listenstimmen
| Parteien                       | Parteien                             | Parteien                               | Stimmen | %    |
| ------------------------------ | ------------------------------------ | -------------------------------------- | ------- | ---- |
|                                | Casa delle Libertà                   | Forza Italia                           | 29.262  | 39,8 |
| Alleanza Nazionale             | Casa delle Libertà                   | 8.694                                  | 11,8    |      |
| CCD – CDU                      | Casa delle Libertà                   | 2.848                                  | 3,9     |      |
| Nuovo PSI                      | Casa delle Libertà                   | 732                                    | 1,0     |      |
| ↳ Gesamt                       | Casa delle Libertà                   | 41.536                                 | 56,5    |      |
|                                | L’Ulivo                              | La Margherita (Dem – PPI – RI – Udeur) | 9.560   | 13,0 |
| Democratici di Sinistra        | L’Ulivo                              | 7.368                                  | 10,0    |      |
| Il Girasole (FdV – SDI)        | L’Ulivo                              | 1.474                                  | 2,0     |      |
| Partito dei Comunisti Italiani | L’Ulivo                              | 1.297                                  | 1,8     |      |
| ↳ Gesamt                       | L’Ulivo                              | 19.699                                 | 26,8    |      |
|                                | Democrazia Europea                   | Democrazia Europea                     | 3.590   | 4,9  |
|                                | Partito della Rifondazione Comunista | Partito della Rifondazione Comunista   | 2.913   | 4,0  |
|                                | Lista Di Pietro                      | Lista Di Pietro                        | 2.384   | 3,2  |
|                                | Lista Emma Bonino                    | Lista Emma Bonino                      | 1.240   | 1,7  |
|                                | Fiamma Tricolore                     | Fiamma Tricolore                       | 926     | 1,3  |
|                                | Socialisti Autonomisti               | Socialisti Autonomisti                 | 512     | 0,7  |
|                                | Liberi e Forti                       | Liberi e Forti                         | 240     | 0,3  |
|                                | Movimento delle Libertà              | Movimento delle Libertà                | 214     | 0,3  |
|                                | Paese Nuovo                          | Paese Nuovo                            | 157     | 0,2  |
|                                | Abolizione Scorporo                  | Abolizione Scorporo                    | 51      | 0,1  |
| Gesamt                         | Gesamt                               | Gesamt                                 | 73.462  | 100  |
|                                |                                      |                                        |         |      |
| Ungültige Stimmen              | Ungültige Stimmen                    | Ungültige Stimmen                      | 6.830   | 8,5  |
| Wähler                         | Wähler                               | Wähler                                 | 80.292  | 83,1 |
| Wahlberechtigte                | Wahlberechtigte                      | Wahlberechtigte                        | 96.655  |      |
|                                |                                      |                                        |         |      |
| Quelle: Innenministerium       |                                      |                                        |         |      |

## Von 2017 bis 2020

### Wahlkreisgebiet
Der Wahlkreis umfasste Gemeinden: 

### Wahlergebnisse

#### Parlamentswahl 2018
| Kandidaten               | Kandidaten              | Stimmen | %    | Listen                                      | Stimmen | %    |
| ------------------------ | ----------------------- | ------- | ---- | ------------------------------------------- | ------- | ---- |
|                          | Virginia Villanigewählt | 71.257  | 44,8 | Movimento 5 Stelle                          | 71.257  | 44,8 |
|                          | Edmondo Cirielli        | 54.246  | 34,1 | Forza Italia                                | 28.976  | 18,2 |
| Noi con l’Italia – UDC   | Edmondo Cirielli        | 54.246  | 34,1 | 10.090                                      | 6,3     |      |
| Fratelli d’Italia        | Edmondo Cirielli        | 54.246  | 34,1 | 9.500                                       | 6,0     |      |
| Lega                     | Edmondo Cirielli        | 54.246  | 34,1 | 5.680                                       | 3,6     |      |
|                          | Mauro Maccauro          | 24.815  | 15,6 | Partito Democratico                         | 19.757  | 12,4 |
| +Europa                  | Mauro Maccauro          | 24.815  | 15,6 | 2.613                                       | 1,6     |      |
| Civica Popolare          | Mauro Maccauro          | 24.815  | 15,6 | 1.357                                       | 0,9     |      |
| Italia Europa Insieme    | Mauro Maccauro          | 24.815  | 15,6 | 1.088                                       | 0,7     |      |
|                          | Dea Squillante          | 3.571   | 2,2  | Liberi e Uguali                             | 3.571   | 2,2  |
|                          | Erminia Maiorino        | 1.469   | 0,9  | Potere al Popolo!                           | 1.469   | 0,9  |
|                          | Basilio De Martino      | 1.193   | 0,8  | Il Popolo della Famiglia                    | 1.193   | 0,8  |
|                          | Giuseppe Fortunato      | 785     | 0,5  | Italia agli Italiani (FT – FN)              | 785     | 0,5  |
|                          | Salvatore Pisapia       | 635     | 0,4  | CasaPound Italia                            | 635     | 0,4  |
|                          | Marco Cuoco             | 492     | 0,3  | Partito Comunista                           | 492     | 0,3  |
|                          | Rita Annarumma          | 172     | 0,1  | Per una Sinistra Rivoluzionaria (SCR – PCL) | 172     | 0,1  |
|                          | Vincenzo Del Gaudio     | 155     | 0,1  | Partito Valore Umano                        | 155     | 0,1  |
|                          | Maria Auricchio         | 136     | 0,1  | 10 Volte Meglio                             | 136     | 0,1  |
| Gesamt                   | Gesamt                  | 158.926 | 100  |                                             | 158.926 | 100  |
|                          |                         |         |      |                                             |         |      |
| Ungültige Stimmen        | Ungültige Stimmen       | 5.822   | 3,5  |                                             |         |      |
| Wähler                   | Wähler                  | 164.748 | 72,0 |                                             |         |      |
| Wahlberechtigte          | Wahlberechtigte         | 228.701 |      |                                             |         |      |
|                          |                         |         |      |                                             |         |      |
| Quelle: Innenministerium |                         |         |      |                                             |         |      |

## Seit 2020

### Wahlkreisgebiet
| Wahlkreise – Camera dei deputati – Kampanien | Wahlkreise – Camera dei deputati – Kampanien | Wahlkreise – Camera dei deputati – Kampanien |
| Provinz                                      | Provinz                                      | Gemeinden nach Provinzen ⮞ Wahlkreis |
| -------------------------------------------- | -------------------------------------------- | --- |
|                                              | Metropolitanstadt Neapel (92 Gemeinden)      | Teil Neapels ⮞ Wahlkreis Neapel – Fuorigrotta Teil Neapels ⮞ Wahlkreis Neapel – San Carlo all’Arena 13 ⮞ Wahlkreis Acerra 14 ⮞ Wahlkreis Casoria 16 ⮞ Wahlkreis Giugliano in Campania 28 ⮞ Wahlkreis Somma Vesuviana 20 ⮞ Wahlkreis Torre del Greco |
|                                              | Provinz Avellino (118 Gemeinden)             | alle ⮞ Wahlkreis Avellino |
|                                              | Provinz Benevento (78 Gemeinden)             | alle ⮞ Wahlkreis Benevento |
|                                              | Provinz Caserta (104 Gemeinden)              | 24 ⮞ Wahlkreis Caserta 52 ⮞ Wahlkreis Aversa 28 ⮞ Wahlkreis Benevento |
|                                              | Provinz Salerno (158 Gemeinden)              | 20 ⮞ Wahlkreis Salerno 112 ⮞ Wahlkreis Eboli 26 ⮞ Wahlkreis Scafati |

Der Wahlkreis umfasst 26 Gemeinden der Provinz Salerno.

### Wahlergebnisse

#### Parlamentswahl 2022
| Kandidaten                          | Kandidaten                     | Stimmen | %    | Listen                                                  | Stimmen | %    |
| ----------------------------------- | ------------------------------ | ------- | ---- | ------------------------------------------------------- | ------- | ---- |
|                                     | Maria Immacolata Vietrigewählt | 52.133  | 38,9 | Fratelli d’Italia                                       | 31.955  | 23,9 |
| Forza Italia                        | Maria Immacolata Vietrigewählt | 52.133  | 38,9 | 15.048                                                  | 11,2    |      |
| Lega per Salvini Premier            | Maria Immacolata Vietrigewählt | 52.133  | 38,9 | 4.697                                                   | 3,5     |      |
| Noi Moderati                        | Maria Immacolata Vietrigewählt | 52.133  | 38,9 | 433                                                     | 0,3     |      |
|                                     | Virginia Villani               | 37.484  | 28,0 | Movimento 5 Stelle                                      | 37.484  | 28,0 |
|                                     | Paola Lanzara                  | 31.594  | 23,6 | Partito Democratico – Italia Democratica e Progressista | 24.441  | 18,3 |
| Alleanza Verdi e Sinistra           | Paola Lanzara                  | 31.594  | 23,6 | 3.167                                                   | 2,4     |      |
| +Europa                             | Paola Lanzara                  | 31.594  | 23,6 | 2.482                                                   | 1,9     |      |
| Impegno Civico – Centro Democratico | Paola Lanzara                  | 31.594  | 23,6 | 1.504                                                   | 1,1     |      |
|                                     | Imma Zinnia                    | 5.910   | 4,4  | Azione – Italia Viva                                    | 5.910   | 4,4  |
|                                     | Erminia Maiorino               | 2.374   | 1,8  | Unione Popolare                                         | 2.374   | 1,8  |
|                                     | Francesco Metropoli            | 1.417   | 1,1  | Italexit per l’Italia                                   | 1.417   | 1,1  |
|                                     | Mario Sommella                 | 1.058   | 0,8  | Italia Sovrana e Popolare                               | 1.058   | 0,8  |
|                                     | Vincenzo Trezza                | 883     | 0,7  | Noi di Centro – Europeisti                              | 883     | 0,7  |
|                                     | Pasquale Sorrentino            | 646     | 0,5  | Partito Animalista – UCDL – 10 Volte Meglio             | 646     | 0,5  |
|                                     | Stefania Giannattasio          | 404     | 0,3  | Vita                                                    | 404     | 0,3  |
| Gesamt                              | Gesamt                         | 133.903 | 100  |                                                         | 133.903 | 100  |
|                                     |                                |         |      |                                                         |         |      |
| Ungültige Stimmen                   | Ungültige Stimmen              | 7.154   | 5,1  |                                                         |         |      |
| Wähler                              | Wähler                         | 141.057 | 55,3 |                                                         |         |      |
| Wahlberechtigte                     | Wahlberechtigte                | 254.987 |      |                                                         |         |      |
|                                     |                                |         |      |                                                         |         |      |
| Quelle: Innenministerium            |                                |         |      |                                                         |         |      |